# Yūko Kobayashi
Yūko Kobayashi (小林 優子, Kobayashi Yūko), née le 6 février 1961 à Tōkyō, est une seiyū. Elle est mariée à Mitsuaki Hoshino et travaille pour 81 Produce.

## Filmographie partielle
- 1991-1992  : Dragon Ball Z : Maron
- 2007 : One Piece : Nico Robin